# Rodalquilarite
La rodalquilarite è un minerale.

## Etimologia
Prende il nome dalla località spagnola di Rodalquilar, nella provincia meridionale dell'Almería.